# Adolf M. Steiner
Adolf Martin Steiner (* 2. Juni 1937 in Stuttgart) ist ein deutscher Botaniker, Pflanzenphysiologe und emeritierter Professor für Saatgutkunde und Keimungsphysiologie an der Universität Hohenheim.

## Leben und Wirken
Nach seinem Abitur am Humanistischen Karls-Gymnasium Stuttgart 1956 studierte Steiner Biologie, Chemie und Philosophie an den Eberhard Karls Universität Tübingen, Ludwig-Maximilians-Universität München und Albert-Ludwigs-Universität Freiburg mit Promotion zum Dr. rer. nat., 1964.
Er wurde Postdoctoral Fellow, Smithsonian Institution, Radiation Biology Laboratory, Washington, D.C., USA 1965. und danach wissenschaftlicher Assistent am Institut für Botanik der Universität Freiburg im Breisgau.
1968 wechselte Steiner als wissenschaftlicher Assistent ins Institut für Botanische Entwicklungsphysiologie der Universität Hohenheim. Im Jahr 1972 erfolgte die Habilitation für das Lehrgebiet Pflanzenphysiologie in Hohenheim.
Ab 1973 übernahm Steiner den Wiederaufbau und Leitung des Fachgebiets Saatgutkunde und Keimungsphysiologie und wurde zum Wissenschaftlichen Rat und Professor ernannt. Ab 1978 war Steiner Professor am Institut für Pflanzenzüchtung, Saatgutforschung und Populationsgenetik bis zu seiner Pensionierung 2002.

## Hauptforschungsgebiete
Biochemie der Anthocyansynthese sowie Regulation der Anthocyanakkumulation in Blüten; genetische, physikalische, biochemische und physiologische Grundlagen von Keimfähigkeit, Triebkraft und Feldaufgang; Methodik der Saatgutprüfung, insbesondere Tetrazolium-Untersuchung, Nachprüfung von Art und Sorte mittels Proteinmarkern; Saatgut-Probenahme und statistische Bewertung von Methoden der Saatgutprüfung; Saatgutlagerung; Auswuchs und Priming; Beschreibung der genetischen Diversität von Landsorten und historischen Saatgutfunden; Geschichte der Saatgutwissenschaft. Sein besonderes Interesse gilt auch über die Pensionierung hinaus den Hohenheimer Gärten und dem Herbarium Hohenheim.

## Mitgliedschaften und Ehrungen
- 1961–1963 Stipendiat der Fritz-Thyssen-Stiftung
- 1995 Sprengel-Liebig Medaille in Gold
- 2003 Ehrenmitgliedschaft des Verbands Deutscher Landwirtschaftlicher Untersuchungs- und Forschungsanstalten
- 1995 und 2001 International Seed Testing Association Congress Seed Symposium Award
- 2002 Ehrendoktorat, Universität für Bodenkultur Wien
- 2002 Ehrennadel der Universität Hohenheim
- 2007 Ehrenmünze der Stadt Stuttgart

## Publikationen (Auswahl)
- Steiner, A.M.: Action spectrum for polarotropism in the chloronema of the fern Dryopteris filix mas (L.). In: Photochem. Photobiol. 9, 1969. 507-513
- Steiner, A.M.: Cinnamate and shikimate incorporation into 3´, 4´- and 3´, 4´, 5´- hydroxy sub stituted anthocyanins: are there alternative pathways? In: Phytochemistry 14, 1993-1996
- Steiner, A.M., Ruckenbauer, P.: Germination of 110-year-old cereal and weed seeds, The Vienna Sample of 1877. Verification of effective ultra-dry storage at ambient temperature. In: Seed Sci. Res. 5, 1995. 195-199
- Steiner, A.M., Kruse, M., Fuchs, H.: A reassessment of the comparison of tetrazolium viability testing and germination testing. In: Seed Sci. Technol. 27, 1999. 59-65
- Steiner, A.M.: Die deutsche Saatgutuntersuchung - wo bleibt die hoheitliche Forschung? Fest schrift 125 Jahre Saatgutuntersuchung in Bayern, 100 Jahre Saatgutuntersuchung an der BLBP 1876-2002, BLBP Freising, 2002, 21-40
- A. M. Steiner: Johann Werner Lindenbein, Botaniker. In: Biographisches Lexikon zur Geschichte der Pflanzenzüchtung. Herausgegeben von Gerhard Röbbelen. 3. Folge = Vorträge für Pflanzenzüchtung Heft 66, 2004, S. 115–116 (mit Bild).
- Steiner Literaturliste Hohenheim[3]